# Cyclocephala tronchonii
Cyclocephala tronchonii är en skalbaggsart som beskrevs av Martinez 1975. Cyclocephala tronchonii ingår i släktet Cyclocephala och familjen Dynastidae. Inga underarter finns listade i Catalogue of Life.